# 한국발레협회
한국발레협회는 발레 예술의 발전과 대중화 및 국제적 도약을 목적으로 창립된 무용 단체이다. 1980년에 설립되어 1998년 8월 31일 대한민국 문화체육관광부에 사단법인으로 허가되었으며 사무실은 서울특별시 강남구 테헤란로28길 5, 303호에 있다. 한국발레협회상, 서울발레콩쿠르 등을 주관하고 있다.

## 주요 사업
- 발레 창작, 보급, 연구, 국제교류
- 신인발굴 육성

## 역대 회장
- 초대회장: 임성남
- 1대: 김정욱
- 2대: 김학자
- 3대: 김민희
- 4대: 최성이
- 5대: 박인자
- 6대: 김인숙
- 7대: 도정임
- 8대: 박재홍